# Joanna Chatton
Pour les articles homonymes, voir Chatton.
Joanna Chatton, née le 15 octobre 1970 à Lidköping (comté de Västra Götaland), est une actrice et mannequin suédoise.

## Biographie
Née d'une mère suédoise et d'un père français, elle a commencé à travailler comme mannequin à l'âge de 14 ans, apparaissant dans diverses campagnes publicitaires, notamment pour Coca-Cola et Revlon. Elle a étudié la philosophie et la psychologie à l'université de Lund et a fréquenté l'Actors Studio en 1990.
Elle travaille comme actrice principalement dans les années 1990, participant notamment à Les Voleurs de cinéma de Piero Natoli, Ovosodo de Paolo Virzì et Libérez les poissons de Cristina Comencini.
En 2002, elle s'inscrit à l'Académie des beaux-arts de Rome, où elle obtient son diplôme en 2006.
Après avoir abandonné sa carrière d'actrice, elle devient institutrice en 2020.

## Filmographie
- 1994 : Chicken Park (it) de Jerry Calà
- 1994 : Les Voleurs de cinéma (Ladri di cinema) de Piero Natoli
- 1995 : Peggio di così si muore de Marcello Cesena
- 1996 : Cuori al verde de Giuseppe Piccioni
- 1996 : Exercices de style (Esercizi di stile) de multiples réalisateurs
- 1997 : Stressati de Mauro Cappelloni
- 1997 : Ovosodo de Paolo Virzì
- 1998 : Abbiamo solo fatto l'amore (it) de Fulvio Ottaviano[2]
- 1998 : Just Married de Joanna Chatton (court métrage)
- 1999 : Liberate i pesci! de Cristina Comencini